# Нікомед I
Нікомед I (дав.-гр. Nικoμήδης) — володар Віфінії у 278 — 255 до н. е.. 

## Життєпис
Старший син Зіпойта I. Здолавши свого брата Зіпойта, об'єднав під своєю владу усю Віфінію і приєднав частину Фригії. Дотримувався союзу з царем Македонії Антигоном Гонатом і племенами галатів, яких запросив до Анатолії, надавши їм для розселення землі у Фригії. Близько 265 до н. е. на місті зруйнованої грецької колонії Астак збудував нову столицю царства, яка отримала назву Нікомедія. Владу перейняла друга дружина Етазета, яка стала регентшею сина Зіпойта III.

## Ім'я
Нікомед став першим представником Віфінської династії, котрий отримав іноземне ім'я. Усі його попередники та значна частина його наступників мали місцеві імена. Саме ім'я Нікомед  було досить рідкісним та аристократичним. Л. Ханнестад висунула гіпотезу, що при народженні цар отримав віфінське ім'я. А нове ім'я він узяв собі після того як отримав владу. Нікомед міг це зробити, щоб сподобатися грекам. У той час йому була потрібна підтримка еллінських міст: Візантія, Гераклеї та Калхедона у боротьбі зі своїм братом Зіпойтом та Антіохом I. Іншу версію запропонував Д. Глью: Зіпойт I дав своєму сину грецьке ім'я на честь уродженця Коса, Нікомеда, сина Арістандра. Цар мав з цим посадовцем Антигона Одноокого ксенічні стосунки.